# Bobovje
Bobovje je prigradsko naselje u sastavu grada Krapine. U Bobovju se nalazi jedna od većih elektrana u Hrvatskoj. U Bobovju, prema popisu iz 2001. godine, živi 497 stanovnika. Mjesto je podijeljeno na 3 dijela: gornje, donje i srednje Bobovje. Društveno je razvijeno naselje s jednim športskim centrom, parkom i zajedničkim domom. 
Bobovje je naziv dobilo po prvim stanovnicima (Bobovečki), koji su izgradili kuće na području Bobovja. Bobovje ima i svoju športsku udrugu pod nazivom Športska udruga "Bobovje i Pristava" koja održava razne športske događaje kao što su naprimjer: Turnir u malom nogometu na travi, turnir u malom nogometu na travi za veterane, turnir u odbojci na pijesku za mušku i žensku kategoriju, turnir u stolnom tenisu, turnir u biljaru.

## Stanovništvo
| broj stanovnika | 157   | 167   | 179   | 185   | 197   | 219   | 204   | 195   | 224   | 217   | 250   | 317   | 431   | 464   | 497   | 510   | 457   |
|                 | 1857. | 1869. | 1880. | 1890. | 1900. | 1910. | 1921. | 1931. | 1948. | 1953. | 1961. | 1971. | 1981. | 1991. | 2001. | 2011. | 2021. |